# Église de l'Épiphanie de Chicago
Pour les articles homonymes, voir Église de l'Épiphanie.
L'église de l'Épiphanie de Chicago est une église épiscopalienne située au 201 S. Ashland Avenue à Chicago, aux États-Unis. Elle est inscrite au Registre national des lieux historiques (National Register of Historic Places).

## Histoire et description
L'église de l'Épiphanie de Chicago est construite en 1885 pour remplacer l'église originelle de la congrégation, devenue trop petite pour le nombre croissant de fidèles. 
Elle est construite dans un style roman richardsonien d'après les plans de l'architecte Francis M. Whitehouse de l'entreprise Burling and Whitehouse de Chicago. L'édifice est pourvu d'une façade faite de blocs de grès irréguliers et à l'apparence brute ; cette roche est importée du Lac supérieur. Les entrées et les fenêtres du bâtiment sont encadrées par d'imposants arcs supportés par de courtes colonnes affublées de décorations florales. Le clocher-tour, achevé en 1887, s'élève de l'angle avant de l'église possède des sections en pierres brutes et polies à motifs, ainsi que des ouvertures arquées en sa partie supérieure.
L'église de l'Épiphanie de Chicago est inscrite au Registre national des lieux historiques le 5 février 1998.